# アリ・ジャバリン

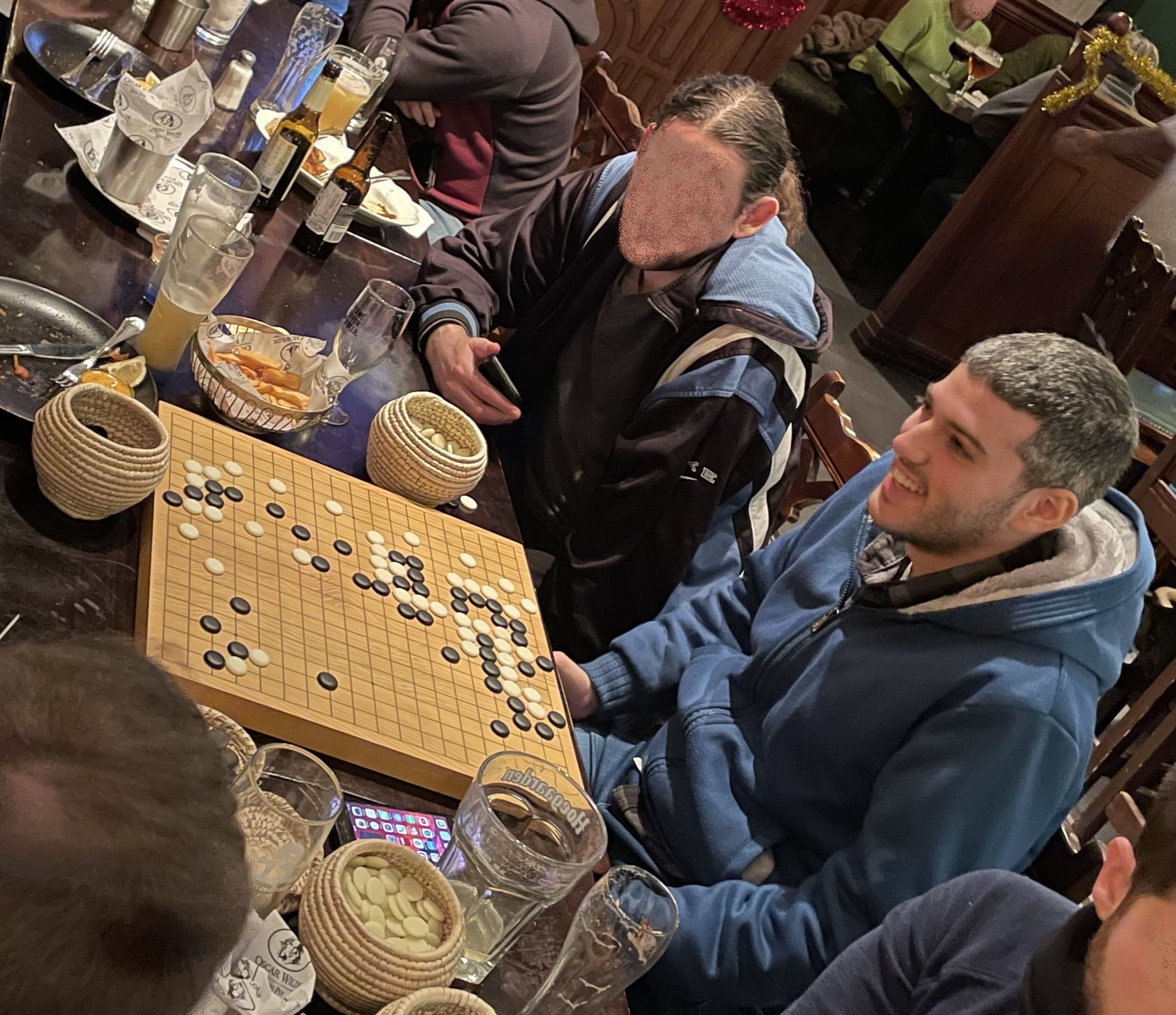
アリ・ジャバリン、2021年

アリ・ジャバリン（ヘブライ語: עלי ג'בארין、英: Ali Jabarin、1993年11月25日 - ）はイスラエルの囲碁棋士である。ヨーロッパ囲碁連盟のプロ二段である。
ジャバリンがイスラエルに1993年に生まれた。ヒカルの碁というテレビアニメを見て、囲碁に興味を持った。2006年にインターネットで囲碁を打ち始めて、2009年にヨーロッパユース大会の勝者になった。高校卒業後は韓国と中国で囲碁の勉強をした。
2014年にスロヴァキアのパヴォル・リシとともにヨーロッパ囲碁連盟の最初のプロ棋士「初段」になった。このプロ予選会でジャバリンは5勝１敗で2位になった。
2015年と2016年のヨーロッパ選手権では準優勝、2018年には３位になった。
2020年の時点でジャバリンはイスラエル囲碁協会委員会員である。
ジャバリンはテルアビブのヤッファに住んでいて、大学で計算機科学を勉強している。